# Luis Miguel Enciso Recio
Luis Miguel Enciso Recio   (Valladolid, 8 d'abril de 1930 - Madrid, 28 d'octubre de 2018) fou un historiador i polític espanyol. Fou acadèmic numerari de la Reial Acadèmia de la Història d'Espanya, per la qual va ser escollit el 18 de juny de 1999, prenent possessió el 17 de març de 2002. Estudià el batxillerat en el Col·legi del Salvador de Valladolid. Llicenciat en Filosofia i Lletres i Doctor en Història el 1955 amb premi extraordinari per la Universitat de Valladolid. Va seguir uns cursos de Dret i va ampliar estudis a França, Itàlia i Estats Units. Ha ocupat nombrosos càrrecs públics dins de la Universitat, l'Administració i la vida pública espanyola. Posseeix les següents distincions: comanda amb placa de l'Orde d'Alfons X el Savi, medalla al Mèrit Constitucional, oficial de les Palmes Acadèmiques de França, Gran Creu de l'Orde del Mèrit Civil. En 2012 fou nomenat Doctor Honoris Causa per la Universitat d'Alcalá.

## Activitat acadèmica
- Professor adjunt (1955)
- Director d'Estudis de la Facultat de Filosofia i Lletres de la Universitat de Navarra (1960)
- Catedràtic d'Història Universal Moderna i Contemporània a la Universitat de Valladolid (1965-79).
- Fundador i Director de la Càtedra Felipe II de la Universitat de Valladolid(1968-1995)
- Degà de la Facultat de Filosofia i Lletres de la Universitat de Valladolid (1968-71)
- Vicerector d'aquesta Universitat i director del Departament d'Història Moderna (1971-75)
- Catedràtic d'Història Moderna de la Universitat Complutense de Madrid (des de 1979)
- Director del Departament d'Història Moderna de la Facultat de Geografia i Història de la Universitat Complutense i de la de Valladolid.
- Ha dirigit 20 tesis doctorals i més de 50 tesis de llicenciatura i ha estat inspirador de nombrosos equips de treball.
- Forma part del Consell de Direcció de diverses revistes, del Comitè directiu de la Societat d'Estudis del s. XVIII i d'altres entitats científiques.

## Activitat política i parlamentària
- President del Partit Demòcrata Liberal de Castella i Lleó (1977)[2]
- Senador electe per Valladolid el 15 de juny de 1977 en la Legislatura constituent per Unió de Centre Democràtic (UCD). Cessa el 2 de gener de 1979.
- Vicepresident primer de la Comissió d'Afers exteriors (17/11/1977 al 02/01/1979).
- Vocal de les comissions d'Educació i Cultura i en l'especial de Política científica.
- Senador electe per Valladolid amb data 1 de març de 1979 en la primera Legislatura per UCD. Cessa el 17 de novembre de 1982.
- Membre titular de la Diputació permanent del Senat (30/05/1979 al 17/11/1982)
- President i portaveu del grup parlamentari d'Unió de Centre Democràtic (UCD) (21/12/1981 al 31/08./1982).
- President de la Comissió d'Afers exteriors (30/05/1979 al 22/04/1982).
- Vocal de la comissions de Constitució, Justícia i Interior, i en la de Reglament.
- Vocal de les comissions especials sobre ensenyament universitari espanyola, i en la de recerca científica espanyola.
- Vicepresident del Partit Demòcrata Liberal presidit per Antonio Garrigues Walker (1983).

## Càrrecs

### Càrrecs en l'administració espanyola
- Assessor del Ministre d'Afers Exteriors d'Espanya. Membre del Consell Superior d'Afers exteriors.
- President de la Societat V Centenari del Tractat de Tordesillas, dependent de la Junta de Castella i Lleó (1992-1994).
- Comissari General d'Espanya en l'Exposició Universal de Lisboa de 1998 i President de la Societat Estatal Lisboa'98 (1996-1998).
- President de la Societat Estatal «Espanya Nuevo Milenio» (1999-2002).

### Altres càrrecs
- Director de la Casa Museu de Colom de Valladolid (1966-69)
- President de l'Ateneu de Valladolid.
- Patró del Museu Nacional d'Escultura de Valladolid.
- Vicedirector dels Cursos d'Estiu de l'Escorial (1989-1992).

## Obra literària
Autor de diversos llibres i de nombrosos articles de la seva especialitat i col·laboracions en premsa:
- Nipho y el periodismo español del siglo XVIII (1956).
- La Gaceta de Madrid y el Mercurio Histórico y Político, 1755-1781 (1957).
- Prensa económica española del siglo XVIII (1963).
- La opinión española y la emancipación iberoamericana, 1819-1820.